# Léglantiers
Léglantiers est une commune française située dans le département de l'Oise en région Hauts-de-France.

## Géographie

### Localisation
Léglantiers est un village rural du plateau picard, situé entre Clermont et Montdidier.
La commune se trouve dans l'aire d'attraction de Paris, dans la zone d'emploi de Creil et dans le bassin de vie de Saint-Just-en-Chaussée.

### Communes limitrophes
Les communes limitrophes sont  Angivillers, Montiers, Pronleroy, Ravenel et Saint-Martin-aux-Bois.
| Ravenel     | Saint-Martin-aux-Bois |           |
|             | Léglantiers           | Montiers  |
| Angivillers |                       | Pronleroy |

### Géologie et relief
La superficie de la commune est de 7,78 km2 ; son altitude varie de 77  à   122 mètres.
Louis Graves indique en 1839 qu'il s'agit d'une « commune assez grande, dont le territoire fort tourmenté, à périmètre ovale. [...] 
Trois ravins divisent de l'ouest à l'est son étendue. On n'y trouve ni ruisseau ni source [...] 
Le chef-lieu est placé entre deux vallons ; il présente une agglomération assez considérable, ayant deux larges rues et quelques ruelles. accessoires ».

### Hydrographie

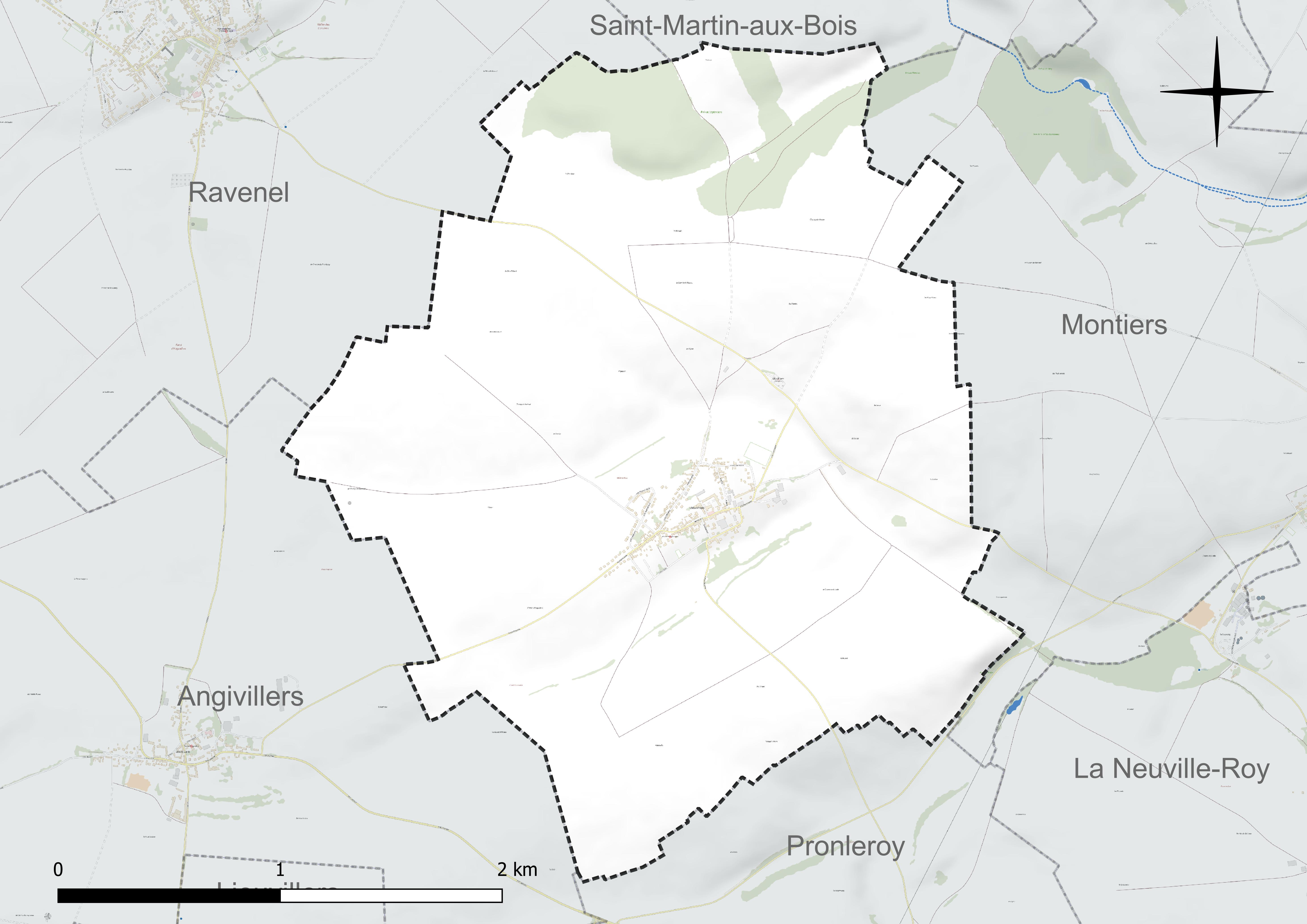
Réseau hydrographique de Léglantiers.

La commune est située dans le bassin Seine-Normandie.
Elle n'est drainée par aucun cours d'eau,.

### Climat
Pour des articles plus généraux, voir Climat des Hauts-de-France et Climat de l'Oise.
En 2010, le climat de la commune est de type climat océanique dégradé des plaines du Centre et du Nord, selon une étude du CNRS s'appuyant sur une série de données couvrant la période 1971-2000. En 2020, Météo-France publie une typologie des climats de la France métropolitaine dans laquelle la commune est exposée à un climat océanique et est dans la région climatique Nord-est du bassin Parisien, caractérisée par un ensoleillement médiocre, une pluviométrie moyenne régulièrement répartie au cours de l'année et un hiver froid (3 °C).
Pour la période 1971-2000, la température annuelle moyenne est de 10,6 °C, avec une amplitude thermique annuelle de 14,5 °C. Le cumul annuel moyen de précipitations est de 663 mm, avec 11 jours de précipitations en janvier et 8 jours en juillet. Pour la période 1991-2020, la température moyenne annuelle observée sur la station météorologique la plus proche, située sur la commune de Godenvillers à 10 km à vol d'oiseau, est de 11,1 °C et le cumul annuel moyen de précipitations est de 701,9 mm,. Pour l'avenir, les paramètres climatiques de la commune estimés pour 2050 selon différents scénarios d'émission de gaz à effet de serre sont consultables sur un site dédié publié par Météo-France en novembre 2022.

## Urbanisme

### Typologie
Au 1er janvier 2024, Léglantiers est catégorisée commune rurale à habitat dispersé, selon la nouvelle grille communale de densité à sept niveaux définie par l'Insee en 2022.
Elle est située hors unité urbaine. Par ailleurs la commune fait partie de l'aire d'attraction de Paris, dont elle est une commune de la couronne,.

### Occupation des sols

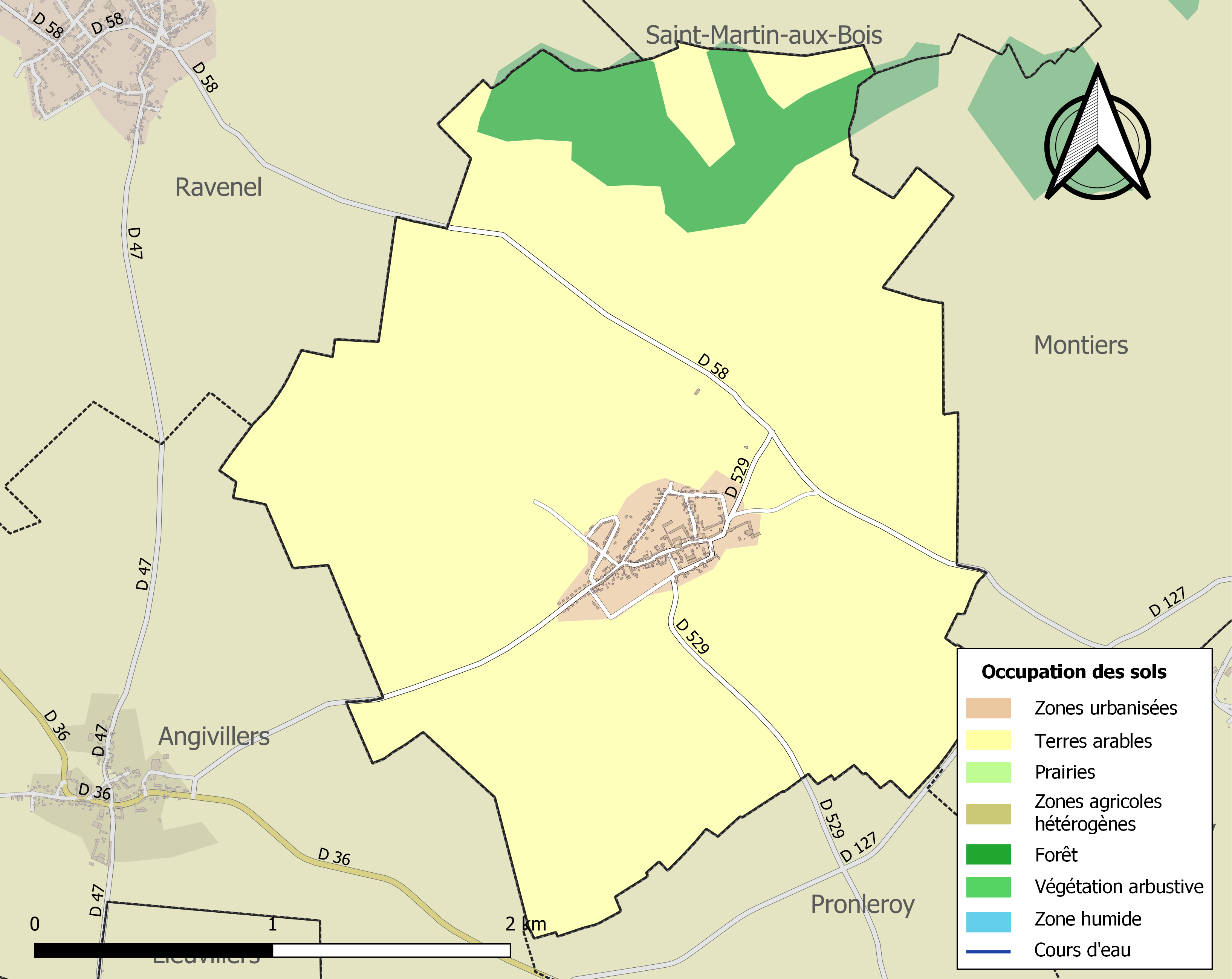
Carte des infrastructures et de l'occupation des sols de la commune en 2018 (CLC).

L'occupation des sols de la commune, telle qu'elle ressort de la base de données européenne d'occupation biophysique des sols Corine Land Cover (CLC), est marquée par l'importance des territoires agricoles (88,2 % en 2018), une proportion identique à celle de 1990 (88,2 %).
La répartition détaillée en 2018 est la suivante : terres arables (88,2 %), forêts (8 %), zones urbanisées (3,8 %).
L'évolution de l'occupation des sols de la commune et de ses infrastructures peut être observée sur les différentes représentations cartographiques du territoire : la carte de Cassini (XVIIIe siècle), la carte d'état-major (1820-1866) et les cartes ou photos aériennes de l'IGN pour la période actuelle (1950 à aujourd'hui).

### Habitat et logement
En 2021, le nombre total de logements dans la commune était de 231, alors qu'il était de 222 en 2016 et de 209 en 2011.
Parmi ces logements, 93,4 % étaient des résidences principales, 1,3 % des résidences secondaires et 5,3 % des logements vacants. Ces logements étaient pour 91,1 % d'entre eux des maisons individuelles et pour 8,9 % des appartements.
Le tableau ci-dessous présente la typologie des logements à Léglantiers en 2021 en comparaison avec celle de l'Oise et de la France entière. Une caractéristique marquante du parc de logements est ainsi la faible proportion des résidences secondaires et logements occasionnels (1,3 %) par rapport au département (2,4 %) et à la France entière (9,7 %).
| Typologie                                               | Léglantiers | Oise | France entière |
| ------------------------------------------------------- | ----------- | ---- | -------------- |
| Résidences principales (en %)                           | 93,4        | 90,5 | 82,2           |
| Résidences secondaires et logements occasionnels (en %) | 1,3         | 2,4  | 9,7            |
| Logements vacants (en %)                                | 5,3         | 7    | 8,1            |

### Voies de communication et transports
Léglantiers est un village excentré des grands axes de circulation du secteur. Il est desservi par la RD 58 qui le relie à Saint-Just-en-Chaussée et à Estrée-Saint-Denis.
La commune est desservie, en 2023, par les lignes 662, 683, 6304 et 6342 du réseau interurbain de l'Oise.

## Toponymie
Le nom de la localité est attesté sous les formes Lesglantier (vers 1231) ; Langlantier (vers 1231) ; Lesglentier (1238) ; Leglentier (1255) ; segneur de l'Esglentier (1260) ; Johannes de l'Eglentier (XIIIe) ; Hues de Lesglentier (1260) ; Colars del Englentier (1309) ; Esglantier (1317) ; l'Englentier (1331) ; Leglentiers (1348) ; l'Eglantier (1364) ; eccl. de Lenglantier (XVe) ; Lenglentier (1547) ; l'Esglentier (XVIe) ; l'Englantier Macissy (1667) ; l'Eglentier (1784) ; Léglantier (1840) ; Léglantiers (XIXe).
De l'oïl esglantier, englantier « églantier »

## Histoire

### Ancien Régime
Sous l'Ancien Régime, Léglantiers fait partie du comté de Clermont. Louis Graves indiquait en 1839 qu'il y avait autrefois« au nord-est du village, une forteresse qu'on appelait le château de Vienne ; on trouve encore des fondations dans le bois qui en a conservé le nom ».
La ferme de Buzodon « était une propriété considérable appartenant à l'abbaye de Saint-Martin-aux-bois ».

### Révolution française et Empire
Léglantiers est en 1793 le chef-lieu d'un éphémère canton. E, 1801, la commune rejoint le canton de Saint-Just-en-Chaussée avant d'intégrer en 1802 celui de Maignelay-Montigny, dont elle fera partiejusqu'au redécoupage cantonal de 2014 en France.

### Époque contemporaine
En 1839, la commune est propriétaire d'une école et de quelquess terres labourables. On y trouvait une carrière et un moulin à vent. La population vivait de l'agriculture et comprenait des ouvriers charpentiers, menuisiers et maçons. Les femmes cousaient des gants.
De 1891 à 1948, le village est desservi par la ligne Estrées-Saint-Denis - Froissy - Crèvecœur-le-Grand, une ligne de chemin de fer secondaire à voie métrique du réseau des chemins de fer départementaux de l'Oise,. L'ancienne gare subsiste toujours.

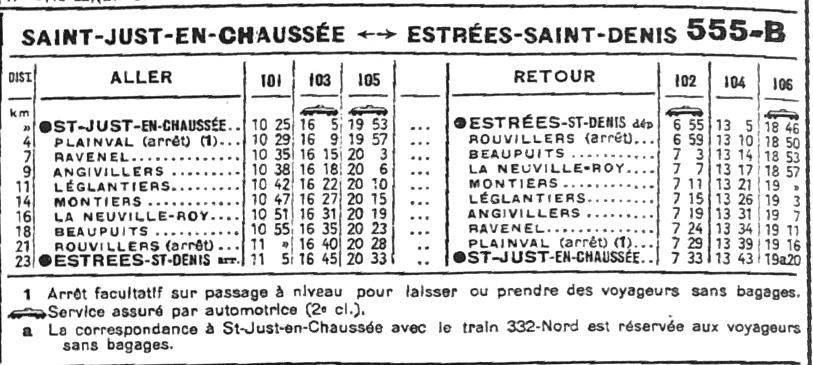
Horaires de la ligne en 1936

Le village est bombardé durant la Première Guerre mondiale par l'aviation allemande, car plusieurs unités alliées, représentant cinquante officiers, 1 220 hommes et 350 chevaux, y stationnaient. Ces bombardements interviennent notamment du 15 au 19 juillet 1918
À la fin de la Première Guerre mondiale, le village est traversé, notamment le 25 juin 1918, par des chars Schneider CA1 français montant au front,
.
Au début de la Seconde Guerre mondiale, durant la bataille de France, un hôpital militaire français est aménagé dans la cave d'une ferme. Des allemands menacent d'y jeter des grenades, alors que des Tirailleurs sénégalais étaient soignés. Le médecin-officier du site parvient à les en dissuader
Plus tard, le bombardier Martin B-26 Marauder no 42-96058 du 394th Bomb Group de  l'United States Air Force (9th Air Force - 585th Bomb Squadron) basé à Boreham, dans l'Essex, de retour d'une mission de bombardement le 10 mai 1944 sur le nœud ferroviaire de Creil préparant le Débarquement de Normandie, est abattu au-dessus du village. Le capitaine Joy, le 2nd Lt Johnson et le S/Sgt Maynard, blessés, sont capturés par les Allemands et l'opérateur-radio S/Sgt Louis I. Watts, le navigateur/bombardier Sgt William L. Edge et le mitrailleur arrière le soldat Joseph J. Houlihan ont été aidés par la population pour s'évader de France.

## Politique et administration

### Rattachements administratifs et électoraux
La commune se trouve depuis 1942 dans l'arrondissement de Clermont du département de l'Oise.
Elle faisait partie depuis 1802 du canton de Maignelay-Montigny. Dans le cadre du redécoupage cantonal de 2014 en France, cette circonscription administrative territoriale a disparu, et le canton n'est plus qu'une circonscription électorale.

#### Rattachements électoraux
Pour les élections départementales, la commune fait partie depuis 2014 du canton d'Estrées-Saint-Denis.
Pour l'élection des députés, elle fait partie depuis 1988 de la première circonscription de l'Oise.

### Intercommunalité
La commune fait partie de la communauté de communes du Plateau Picard, un établissement public de coopération intercommunale (EPCI) à fiscalité propre créé en 2000 et auquel la commune a transféré un certain nombre de ses compétences, dans les conditions déterminées par le code général des collectivités territoriales.

### Liste des maires
| Période                                  | Période                         | Identité                | Étiquette | Qualité                                     |
| ---------------------------------------- | ------------------------------- | ----------------------- | --------- | ------------------------------------------- |
| Les données manquantes sont à compléter. |                                 |                         |           |                                             |
|                                          |                                 |                         |           |                                             |
| avant 1962                               |                                 | Maurice André Bonnement |           |                                             |
|                                          |                                 |                         |           |                                             |
| mars 1983                                | mars 2001                       | Stanislas Pédiac        | PS        | éducateur spécialisé                        |
| mars 2001                                | 2011                            | Éric Danne              | DVD       | fonctionnaire de police Démissionnaire      |
| octobre 2011                             | En cours (au 30 novembre 20234) | Julien Bonnement        |           | agriculteur Réélu pour le mandat 2020-2026, |

## Équipements et services publics

### Enseignement
Les enfants de la commune sont scolarisés au sein d'un regroupement pédagogique intercommunal (RPI), qui regroupe La Neuville-Roy, Léglantiers, Pronleroy, Wacquemoulin et Montiers et est géré par le syndicat scolaire « Les Hirondelles », et qui accueille en 2018 270 écoliers scolarisés dans 11 classes de double niveaux réparties dans quatre écoles. Soixante enfants sont accueillis dans deux structures périscolaires, à La Neuville- Roy et Léglantiers.
Le syndicat scolaire a décidé de réaliser une école unique pour les 5 villages, constituant donc un regroupement pédagogique concentré (RPC) à La Neuville-Roy comprenant notamment 12 salles de classe, deux salles de repos, des locaux administratifs, ainsi que des espaces mutualisés comme la bibliothèque, une salle périscolaire, une salle de motricité. La cantine est prévue pour accueillir 50 couverts dans deux salles et jusqu'à 200 convives en deux services.
Ce projet, envisagé dès 2006, voit le début de la construction en octobre 2018 pour une livraison en mars 2020.
Le coût du projet conçu par Christophe Giraud et Christophe Fournier, du cabinet ADD d'Ons-en-Bray, est évalué à 5,2 millions d'euros, financé par une subvention départementale de 1,78 M€, l'État (1,1 million d'euros), le conseil régional (675 767 €) et la CAF de l'Oise (90 000 €),.

## Population et société

### Démographie

#### Évolution démographique
L'évolution du nombre d'habitants est connue à travers les recensements de la population effectués dans la commune depuis 1793. Pour les communes de moins de 10 000 habitants, une enquête de recensement portant sur toute la population est réalisée tous les cinq ans, les populations de référence des années intermédiaires étant quant à elles estimées par interpolation ou extrapolation. Pour la commune, le premier recensement exhaustif entrant dans le cadre du nouveau dispositif a été réalisé en 2005.

En 2022, la commune comptait 553 habitants, en évolution de +0,55 % par rapport à 2016 (Oise : +0,87 %, France hors Mayotte : +2,11 %).
| 1793 | 1800 | 1806 | 1821 | 1831 | 1836 | 1841 | 1846 | 1851 |
| ---- | ---- | ---- | ---- | ---- | ---- | ---- | ---- | ---- |
| 408  | 423  | 421  | 447  | 444  | 455  | 443  | 443  | 444  |

| 1856 | 1861 | 1866 | 1872 | 1876 | 1881 | 1886 | 1891 | 1896 |
| ---- | ---- | ---- | ---- | ---- | ---- | ---- | ---- | ---- |
| 453  | 455  | 447  | 449  | 448  | 421  | 423  | 401  | 363  |

| 1901 | 1906 | 1911 | 1921 | 1926 | 1931 | 1936 | 1946 | 1954 |
| ---- | ---- | ---- | ---- | ---- | ---- | ---- | ---- | ---- |
| 374  | 358  | 369  | 326  | 371  | 350  | 364  | 345  | 297  |

| 1962 | 1968 | 1975 | 1982 | 1990 | 1999 | 2005 | 2006 | 2010 |
| ---- | ---- | ---- | ---- | ---- | ---- | ---- | ---- | ---- |
| 329  | 331  | 312  | 338  | 371  | 434  | 452  | 514  | 556  |

| 2015 | 2020 | 2022 | - | - | - | - | - | - |
| ---- | ---- | ---- | - | - | - | - | - | - |
| 556  | 551  | 553  | - | - | - | - | - | - |

#### Pyramide des âges
La population de la commune est relativement jeune.
En 2018, le taux de personnes d'un âge inférieur à 30 ans s'élève à 42,6 %, soit au-dessus de la moyenne départementale (37,3 %). À l'inverse, le taux de personnes d'âge supérieur à 60 ans est de 15,9 % la même année, alors qu'il est de 22,8 % au niveau départemental.
En 2018, la commune comptait 290 hommes pour 261 femmes, soit un taux de 52,63 % d'hommes, largement supérieur au taux départemental (48,89 %).
Les pyramides des âges de la commune et du département s'établissent comme suit.
| Hommes | Classe d’âge | Femmes |
| ------ | ------------ | ------ |
| 0,0    | 90 ou +      | 1,1    |
| 2,8    | 75-89 ans    | 5,4    |
| 10,7   | 60-74 ans    | 12,3   |
| 17,6   | 45-59 ans    | 20,7   |
| 23,4   | 30-44 ans    | 21,1   |
| 17,9   | 15-29 ans    | 16,9   |
| 27,6   | 0-14 ans     | 22,6   |

| Hommes | Classe d’âge | Femmes |
| ------ | ------------ | ------ |
| 0,5    | 90 ou +      | 1,4    |
| 5,5    | 75-89 ans    | 7,6    |
| 15,6   | 60-74 ans    | 16,3   |
| 20,8   | 45-59 ans    | 20     |
| 19,4   | 30-44 ans    | 19,4   |
| 17,6   | 15-29 ans    | 16,2   |
| 20,6   | 0-14 ans     | 19,1   |

## Culture locale et patrimoine

### Lieux et monuments
- Église Saint-Éloi  Inscrite MH (1927, Le chœur et le clocher)[38] du XVe siècle. 
À la suite de l'affaissement de la voûte de l'édifice et à de dangereuses chutes de pierres, l'église est fermée en 2001, et fait l'objet d'une restauration qui permet sa réouverture en 2015[39].

L'église Saint-Éloi
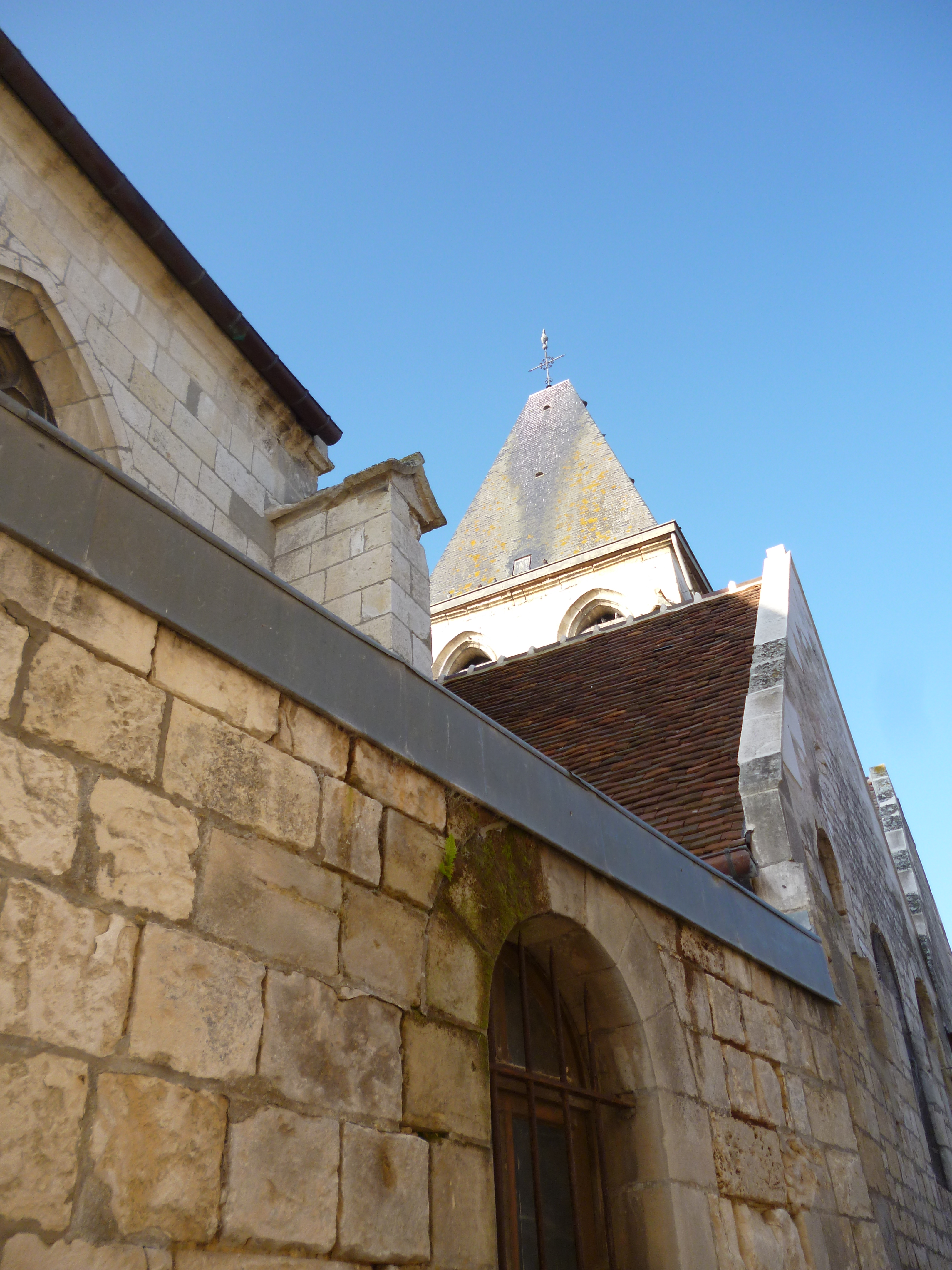
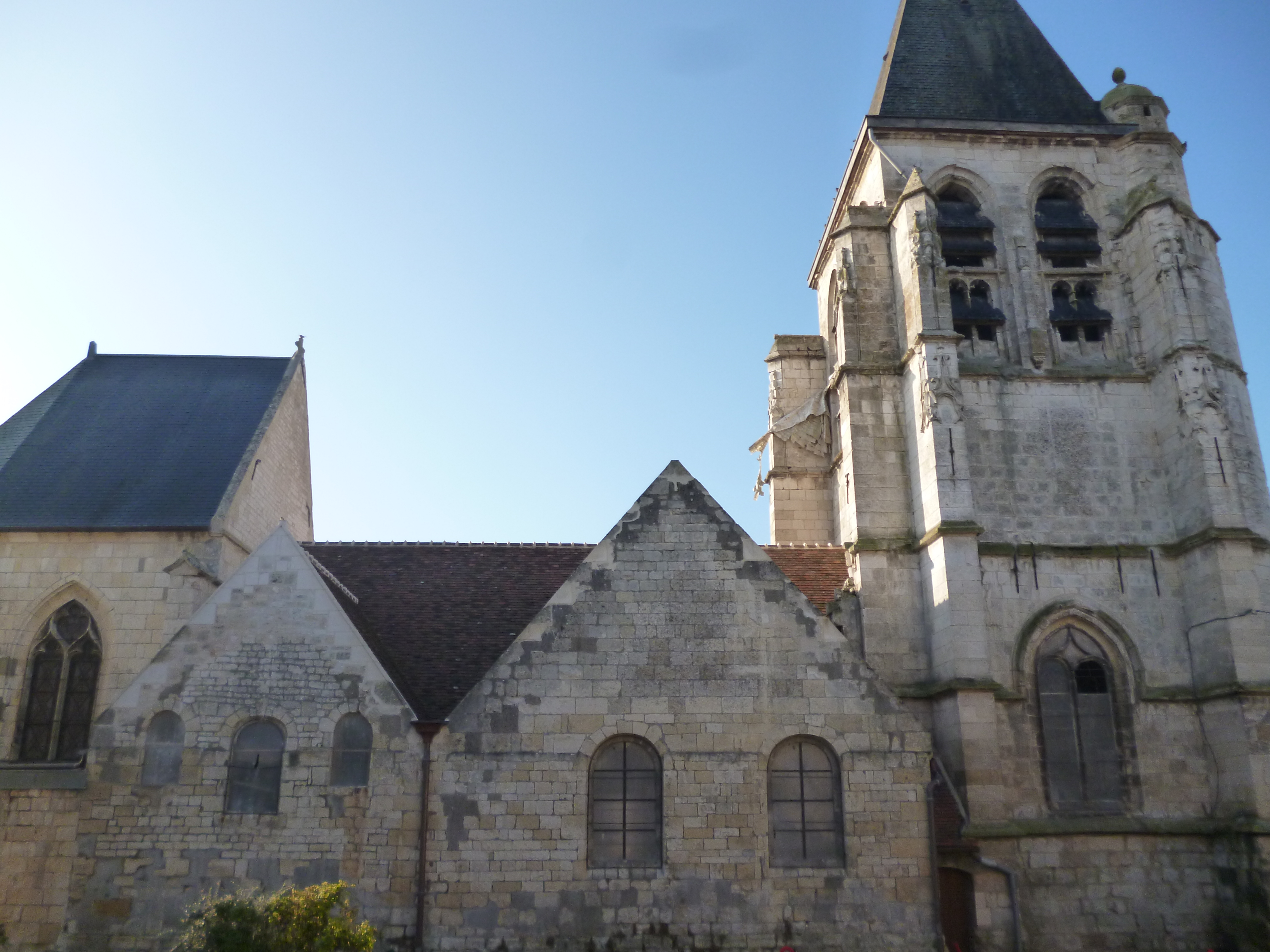
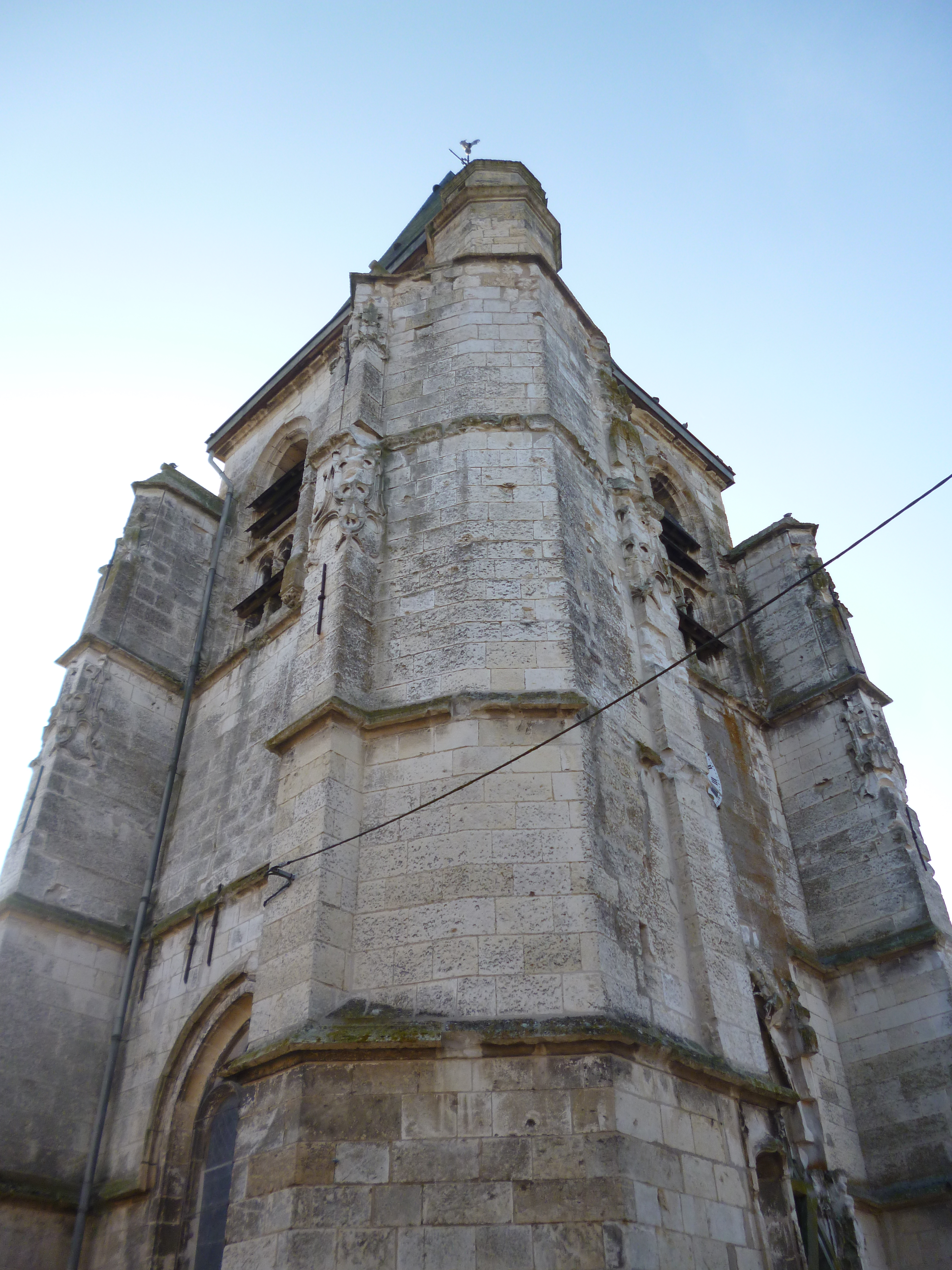
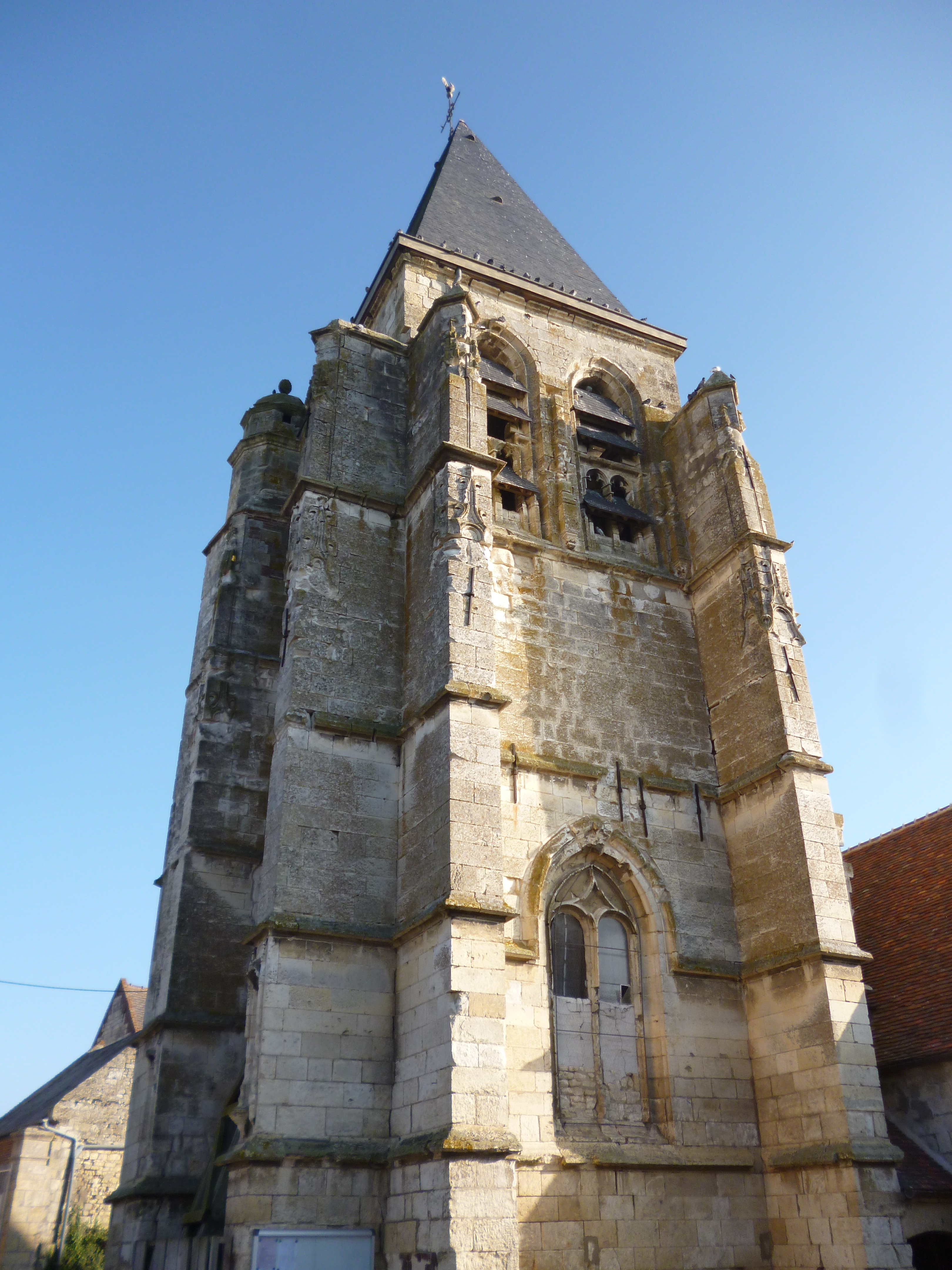

- Chapelle Saint-Sauveur, dans le cimetière communal.
- Monument aux morts[40].

### Personnalités liées à la commune
- François-Anne-Joseph Meurinne (1742-1798), député du tiers état aux États généraux de 1789 pour le bailliage de Clermont entre 1789 et 1791, y est né et mort.

## Pour approfondir